# آنا تامسون
آنا تامسون (به انگلیسی: Anna Thomson) یا آنا کلوگر لوین (به انگلیسی: Anna Kluger Levine) (زاده ۱۸ سپتامبر ۱۹۵۳) بازیگر آمریکایی است.
از فیلم‌های معروف او می‌توان به بازی در داستان عاشقانه واقعی، ناامیدانه در جستجوی سوزان، خسته و رادیو گفتگو اشاره کرد.